# Aisne (Mayenne)
Die Aisne ist ein Fluss in Frankreich, der im Département Mayenne in der Region Pays de la Loire verläuft. Sie entspringt im Gemeindegebiet von Champéon, entwässert anfangs in östlicher Richtung durch ein dünn besiedeltes Gebiet, schwenkt dann abrupt auf Nord, erreicht die Außengrenze des Regionalen Naturparks Normandie-Maine und mündet nach rund 27 Kilometern an der Gemeindegrenze von Madré und Neuilly-le-Vendin als linker Nebenfluss in die Mayenne. 

## Orte am Fluss
- Javron-les-Chapelles